# Graciano Saga
Graciano Saga (Viana do Castelo, 5 de Abril de 1948 — Paris, 15 de Fevereiro 2014), é o nome artístico de Alfredo Correia da Cunha Braga, um cantor português.
Tendo vivido cerca de quatro décadas em França, teve uma carreira em que se celebrizou, em particular, junto da comunidade emigrante portuguesa. As canções "Vem devagar emigrante", "Lenço branco de partida" e "Amor Sagrado" estão entre os seus maiores sucessos.

## Biografia
Alfredo Braga teve nove filhos, sendo oito do primeiro matrimónio e uma filha do segundo casamento.
Utilizando o nome de Alfredo Braga participou, com Quim Barreiros, num grupo denominado Super Trio.

Graciano Saga faleceu com 65 anos no dia 15 de Fevereiro de 2014, sábado, após ter sido internado dias antes com uma doença cerebral incurável.

## Discografia

### Álbuns de Estúdio

- Ficheiro:Garciano.png2004 - P'ro Ano se Deus Quiser - (Espacial)[7]
- 2006 - Saudade - (Espacial)[8]
- 2008 - Vai, Vai com Deus - (Espacial)[9]
- 2010 - Canção da Despedida - (Espacial)[10]

### Compilações
- 2004 - Disco de Ouro, com o tema "Não Sei de Mim". (Espacial)[11]
- 2004 - Disco do Ano, com o tema "P'ro Ano se Deus Quiser". (Espacial)[12]
- 2005 - Disco de Ouro: 20 Êxitos da Música Portuguesa, com o tema "Deus Proteja o meu País". (Espacial)[13]
- 2006 - Canções da Família, com os temas "A Melhor Avó do Mundo", "Perdoa-me Mãe", "Perdoa-me Pai", "Mamã Saudade", "Volta Pai" e "Voltei Mãezinha". (Espacial)[14]
- 2006 - Inéditos!: 18 inéditos da música portuguesa, com o tema "Não Vou, Não Vou (Dizer Adeus)". (Espacial)[15]